# Distrito Escolar Balsz
Distrito Escolar Balsz (Balsz Elementary School District #31) es un distrito escolar de Arizona. Tiene su sede en Phoenix. A partir de 2015 Jeffrey Smith, Ed.D. es el actual superintendente.
Las escuelas del distrito son:
- Escuela Balsz (K-8) - Escuela primaria y media
- Escuelas primarias K-6
  - Escuela Brunson-Lee
  - Escuela Crockett
  - Escuela Griffith
- Orangedale Early Learning Center (OELC) - Centro preescolar